# I. e. 386
Évszázadok: i. e. 5. század – i. e. 4. század – i. e. 3. század
Évtizedek: i. e. 430-as évek – i. e. 420-as évek – i. e. 410-es évek – i. e. 400-as évek – i. e. 390-es évek – i. e. 380-as évek – i. e. 370-es évek – i. e. 360-as évek – i. e. 350-es évek – i. e. 340-es évek – i. e. 330-as évek
Évek: i. e. 391 – i. e. 390 – i. e. 389 – i. e. 388 –  i. e. 387 – i. e. 386 – i. e. 385 – i. e. 384 – i. e. 383 – i. e. 382 – i. e. 381

## Események

### Perzsa Birodalom
- Miután az előző évben kötött "király békéje" után a spártaiak nem támadják őket tovább Kis-Ázsiában, a perzsák figyelmüket a birodalom lázadó provinciáira, Ciprusra és Egyiptomra fordítják. A ciprusi Euagorasz, valamint a görög zsoldos Khabriasz által vezetett egyiptomiak azonban még évekig ellenállnak.

### Itália
- A szicíliai Szürakuszai ura, I. Dionüsziosz az Adriáig kiterjeszti hatalmát, egészen Hadria etruszk városig.
- Rómában consuli jogkörű katonai tribunusok: Marcus Furius Camillus, Quintus Servilius Fidenas, Lucius Horatius Pulvillus, Servius Cornelius Maluginensis, Lucius Quinctius Cincinnatus és Publius Valerius Potitus Poplicola.

### Kína
- Csao államban új fővárost alapítanak, Handant.

## Halálozások
- Arisztophanész, görög színműíró

| 3 | 2018/19 | 2018. december 1. | Nyizsnyig Tagil | Tramplin Stork HS134 (esti) | LH |

## Fordítás
- Ez a szócikk részben vagy egészben  a(z)   386 BC című angol Wikipédia-szócikk ezen változatának fordításán alapul.  Az eredeti cikk szerkesztőit annak laptörténete sorolja fel. Ez a jelzés csupán a megfogalmazás eredetét és a szerzői jogokat jelzi, nem szolgál a cikkben szereplő információk forrásmegjelöléseként.